# Bas-Lieu
Bas-Lieu – miejscowość i gmina we Francji, w regionie Hauts-de-France, w departamencie Nord.
Według danych na rok 1990 gminę zamieszkiwało 349 osób, a gęstość zaludnienia wynosiła 46 osób/km² (wśród 1549 gmin regionu Nord-Pas-de-Calais Bas-Lieu plasuje się na 890. miejscu pod względem liczby ludności, natomiast pod względem powierzchni na miejscu 476.).